# اتحادیه بسکتبال چین
اتحادیه بسکتبال چین (انگلیسی: Chinese Basketball Association) نهاد اداره کننده ورزش بسکتبال در کشور چین است. این اتحادیه که در سال ۱۹۵۶ تاسیس شده مقر آن در شهر پکن قرار دارد.